# Selatosomus impressus
Selatosomus impressus är en skalbaggsart som först beskrevs av Fabricius 1792.  Selatosomus impressus ingår i släktet Selatosomus, och familjen knäppare. Arten är reproducerande i Sverige.